# Хоккей с мячом в России
Хоккей с мячом в России — помимо чемпионатов и розыгрышей кубка по хоккею с мячом для профессиональных команд, в России проводятся региональные турниры, в которых участвует большое количество любительских и полупрофессиональных команд.
До 1962 года участники общесоюзных турниров по хоккею с мячом определялись, как правило, по итогам чемпионатов городов Москвы, Ленинграда, областей. Чемпионат РСФСР по хоккею с мячом, проводившейся до 1974 года, а также первый турниры второй лиги, проводившийся с 1975 по 2000 годы, основывались исключительно на итогах региональных турниров.
Для выявления сильнейшей команды среди любителей, или коллективов физической культуры (КФК), Федерация хоккея с мячом России с 2005 года проводит Первенство России по хоккею с мячом среди коллективов физической культуры.

## История
Первые городские соревнования по хоккею с мячом в России были проведены в Санкт-Петербурге. В 1889—1902 годах это были товарищеские матчи. Розыгрыши «Кубка в память 200-летия Петербурга» в 1903—1905 годах выявляли лучшую команду города, которая боролась за него с представителями Москвы. С 1906 году в Санкт-Петербурге стали разыгрывать «Кубок лиги», то есть чемпионат города. Вслед за петербуржцами городские соревнования (сначала товарищеские матчи, затем — официальные) стали проводиться в Москве.
В 1910—1917 хоккей получил распространение в ряде городов разных регионов Российской империи. К моменту создания в феврале 1914 года Всероссийского хоккейного союза соревнования проводили Рижская и Ревельская хоккейные лиги. Игрались городские турниры в Новгороде и Владивостоке («Кубок А. И. Игони»). В 1915 году в России впервые состоялся турнир женских команд.
Официальных региональных турниров в те годы не было. Клубы из пригородов Москвы и Петрограда допускались к городским турнирам обеих столиц. Представители соседних с Москвой губерний («Тверской кружок» и «Морозовцы» из Орехова) проводили регулярные встречи с москвичами, а новгородцы не раз играли с петроградцами. В январе 1917 года состоялись товарищеские матчи команд Казани и Самары.
О проведении городских соревнований во время Гражданской войны известно немногое. Лишь журнал «Русский спорт» сообщал о встречах в Петрограде (1918), Москве и Саратове (1919).
После Гражданской войны возрождение хоккея началось в сезоне 1922 года. Возобновились розыгрыши «Кубка лиги» в Петрограде и чемпионата Москвы, состоялись первые матчи в Харькове (в 1912 и 1913 из-за отсутствия больших катков там культивировался «канадский» вариант игры: по 7 игроков в команде и вместо мяча — «резиновая плошка»). В 1924 году состоялись городские чемпионаты в Архангельске, Николаеве и впервые с участием пяти команд в Новониколаевске. Создание в 1924 году губернских, областных и городских советов физической культуры способствовало более широкому распространению хоккея. Ими были организованы в 1925 году первые соревнования в Перми, Серпухове, Смоленске, Сычевке (Смоленская губ.) и других. Впервые после 1917 года возобновились встречи в Казани. В 1926 году первые соревнования состоялись в Петрозаводске, в 1927 году — в Кременчуге.
Проводить чемпионаты губерний, краев и областей во второй половине 1920-х — первой половине 1930-х годов было затруднительно как по финансовым причинам, так и из-за того, что субъекты Российской Федерации того времени были очень крупными. Существовавший в 1925—1930 Сибирский край охватывал всю территорию Восточной и Западной Сибири. Образованная в 1929 году Московская область тогда включала в себя практически всю территорию современных Рязанской и Тульской областей и частично — Владимирской, Калужской и Тверской области. В связи с этим команды из близлежащих к крупным городам населенных пунктов участвовали в чемпионатах этих городов. Так, к примеру, в первенстве Москвы стали играть команды из Болшева, Люберец, Мытищ, Реутова.
Первый официальный региональный турнир состоялся в 1928 году среди команд Сибирского края. В следующем году аналогичное соревнование было проведено в Хабаровске. В 1933 году впервые состоялся чемпионат Московской области, который проходил по олимпийской системе. Значительное разукрупнение субъектов РСФСР в 1935—1938 годах дало возможность проводить чемпионаты в краях и областях.
В 1930-е годы хоккей с мячом продолжал активно развиваться. В 1935 году состоялись достаточно представительные городские чемпионаты в Воронеже, Днепропетровске, Минске, Ростове-на-Дону, Сталинграде. В 1931 году впервые было разыграно первенство Витебска, в 1934 году прошёл первый турнир в Ульяновске, в 1938 году — в Салехарде и Фрунзе. К концу 1930-х годов хоккей культивировался уже практически во всех регионах страны, где это позволяли климатические условия, и практически в каждом из них проводились чемпионаты городов. На Украине и в Белоруссии начали разыгрываться чемпионаты республик. Стартовавший в 1937 году розыгрышей Кубка СССР подтолкнул местных спортивных руководителей учредить городские и региональные кубки.
После окончания Великой Отечественной войны городские, областные и республиканские соревнования постепенно возобновлялись. С 1946 года стал проводиться чемпионат Московской области, с 1947 года — Киева, Минска и Харькова, в 1948 году — чемпионат Алма-Аты, который дополнился розыгрышем Кубка Казахской ССР. С 1947 года были возобновлены кубок и чемпионат Карело-Финской ССР (с 1956 года - первенство Карельской АССР, с 1991 года - Республики Карелия, последний раз прошло в 1994 году, последний победитель - Карелсервисавто из Петрозаводска). Начали проводиться соревнования по русскому хоккею в Латвии (в основном в Риге) и Эстонии (преимущественно в Таллине), в 1949 году его стали культивировать в Армении: были проведены чемпионаты Еревана, Ленинакана и Армянской ССР, которые при соответствующих погодных условиях продолжались до конца 1950-х годов. В 1949 году чемпионаты разыгрывались в Артёмовске, Житомире, Ростове-на-Дону, Смоленске, Сумах, Таганроге.
Несмотря на развитие хоккея с шайбой в 1950-е годы, русский хоккей оставался «на местах» значительно более популярным. В соревнованиях городского и регионального уровня принимало участие гораздо больше команд, чем в соревнованиях по хоккею с шайбой. Однако после предпринятой в начале 1960-х годов рядом спортивных руководителей попытки превратить хоккей с мячом в «прикладной» вид спорта, в котором не проводится чемпионат страны, количество команд, игравших на «местном уровне», существенно уменьшилось. Тем не менее городские и областные соревнования в 1960-е — 1980-е годы по-прежнему проходили в большинстве регионов РСФСР. В других союзных республиках хоккей с мячом развивался по существу только в Казахстане, где до 1991 года проводились городские и областные соревнования и разыгрывался республиканский чемпионат среди сборных областей.
В 1980-е проводились чемпионаты Белорусской, Украинской и Киргизской ССР, но их уровень был невысоким, практически перестали культивировать хоккей с мячом в Латвии и Эстонии, а потепление климата сделало невозможным развитие игры в Астраханской, Волгоградской, Ростовской областях.

## Современность
После 1991 года в некоторых регионах городские и областные соревнования, лишившись государственной и спонсорской поддержки, проводиться перестали. В 1997 году состоялся последний чемпионат Санкт-Петербурга, вскоре то же произошло в Москве, Самарской области и ряде других регионов. Кое-где остались лишь команды, выступающие в чемпионате страны. В то же время благодаря поддержке местных властей и помощи энтузиастов в Московской, Свердловской и ряде других регионов России региональные соревнования по-прежнему проводятся.
Развитие современного хоккея с мячом в России осуществляется под руководством Федерации хоккея с мячом России. В состав Федерации входит 47 республиканских, краевых и областных федераций и отделений хоккея с мячом.
Федерацией проводятся соревнования чемпионата России в высшей и первой лиге, розыгрыш Кубка России, а также чемпионаты среди женщин, ветеранов, юниоров и юношей, детские турниры на Призы клуба «Плетёный мяч», турниры по мини-хоккею (ринк-бенди), и целый ряд других соревнований.
В высшей и первой лигах чемпионата России играли[когда?] 63 команды из 26 субъектов федерации, представляющих 6 федеральных округов и одна зарубежная команда — «Акжайык» из казахстанского Уральска.
К 2017 году в хоккее с мячом в России разразился кризис. За 10 лет количество команд, принимающих участие в чемпионате России, сократилось с 22 до 12. Средняя посещаемость матчей упала почти в три раза — с 5000 человек в начале 2000-х годов до 1700 человек в 2016—17 годах. Ряд клубов чемпионата России конфликтует с руководством федерации хоккея с мячом, что привело к таким событиям, как 90 минут штрафного времени у одной команды за один матч при нуле штрафов у соперника или счету в игре 9:11, где все 20 голов оказались автоголами. Эти события получили освещение в западной прессе, и, по мнению некоторых специалистов, от таких скандалов страдает репутация всего вида спорта и, особенно, хоккея с мячом в самой России.  
 
В сезоне 2017—18 конфликт с руководством федерации хоккея с мячом продолжился.

## Региональные турниры по хоккею с мячом
- Чемпионат Москвы по хоккею с мячом
- Первенство Московской области по хоккею с мячом
- Первенство Свердловской области по хоккею с мячом
- Первенство Новгородской области по хоккею с мячом

## Регионы, культивирующие хоккей с мячом
- Амурская область
- Архангельская область
- Владимирская область
- Ивановская область
- Иркутская область
- Калужская область
- Кемеровская область
- Кировская область
- Костромская область
- Курская область
- Ленинградская область
- Московская область
- Мурманская область
- Нижегородская область
- Новгородская область
- Новосибирская область
- Омская область
- Оренбургская область
- Рязанская область
- Самарская область
- Саратовская область
- Сахалинская область
- Свердловская область
- Ульяновская область
- Челябинская область
- Ярославская область
- Москва
- Санкт-Петербург
- Еврейская автономная область
- Республика Алтай
- Республика Башкортостан
- Республика Бурятия
- Республика Коми
- Республика Татарстан
- Удмуртская Республика
- Республика Хакасия
- Алтайский край
- Красноярский край
- Приморский край
- Хабаровский край